# چارلز کیفر
چارلز کیفر (انگلیسی: Charles Kieffer; ۱۱ اوت ۱۹۱۰ – ۸ نوامبر ۱۹۷۵) قایقران روئینگ اهل ایالات متحده آمریکا بود.